# Capel Moreton, 5. Earl of Ducie

Wappen des Earl of Ducie

Capel Henry Berkeley Reynolds Moreton, 5. Earl of Ducie (* 16. Mai 1875; † 17. Juni 1952) war ein britischer Peer und Politiker.

## Leben
Capel Moreton war das achte von zehn Kindern sowie der älteste von zwei Söhnen von Berkeley Moreton, 4. Earl of Ducie, und dessen Ehefrau Emily Eleanor Kent, deren Vater Kommissar der Krone in Queensland war. Wie sein Vater lebte er als Landwirt in Australien.
Beim Tod seines Vaters erbte er am 7. August 1924 dessen britische Adelstitel als 5. Earl of Ducie, 8. Baron Ducie und 5. Baron Moreton. Dadurch wurde er auch Mitglied des House of Lords, dem er bis zu seinem Tod am 17. Juni 1952 angehörte.
Da seine am 1. August 1903 geschlossene Ehe mit Maria Emma Bryant († 1958) kinderlos blieb, erbte sein Neffe Basil Howard Moreton (1917–1991), ein Sohn seines jüngeren Bruders Hon. Algernon Howard Moreton (1880–1951), bei seinem Tod die Titel als 6. Earl of Ducie.